# Weipa Town
Weipa Town är en kommun i Australien. Den ligger i delstaten Queensland, omkring 2 000 kilometer nordväst om delstatshuvudstaden Brisbane. Antalet invånare var 3 905 vid folkräkningen 2016.